# Martinroda
Martinroda é um município da Alemanha localizado no distrito de Ilm-Kreis, estado da Turíngia.  Pertence ao Verwaltungsgemeinschaft de Geratal. Em dezembro de 2019, o antigo município de Angelroda foi incorporado a Martinroda.